# آلل خنثی
آلل خنثی (به انگلیسی: Null Allele)، آلل بدون-عملکرد است (واریانتی از یک ژن) که توسط جهش ژنی ایجاد شده باشد. چنین جهش‌هایی قادرند که به طور کامل، تولید محصول ژنی یا محصولی که عملکرد خوبی نداشته باشد را موجب گردند؛ در هر کدام ازین موارد، آلل مذکور را می توان غیر-عملکردی (یا بدون عملکرد) در نظر گرفت. آلل خنثی را نمی توان صرفاً براساس مشاهدات فنوتیپی، از حذف کل جایگاه کروموزومی تمیز داد.